# Tarot Piemontès
El Tarot Piemontès (o bé el Tarot del Piemont) és un tipus de baralla d'origen italià. És el disseny de cartes de tarot més comú d'Itàlia, molt més que el Tarot Bolonyès o el Tarot Sicilià. El joc més comú de tarot piemontès són l'scarto, el mitigati, el chiamare il re i partita, jugats principalment a Pineròl i Torí.
Aquest disseny deriva del Tarot de Marsella, però es feu reversible per al joc modern de cartes. Consisteix en 78 cartes: un coll de trumfos, numerats del 0 al 21, i quatre colls de 14 cartes cada un: espases (spade), bastos (bastoni), copes (coppe) i oros (denari). Cada coll té un rei (re), una reina (donna), un cavaller (cavallo) i una sota (sense anomenar), cartes pip numerades del 2 al 10 i una carta sense numerar amb la imatge, molt més elaborada, del coll, que és considerada com el número 1. La major part de les cartes venen numerades en aràbics (trumfos, copes i oros) o bé en romans (espases i bastos). Curiosament, en molts casos el trumfo 20 supera al 21 (això és una influència dels jocs bolonyesos).

L'ordre dels trumfos en la majoria dels jocs jugats amb aquestes cartes és: 
- L'Àngel "l'angelo" (20).
- El Món "il mondo" (21).
- El Sol "il sole" (19).
- La Lluna "la luna" (18).
- L'Estrella "le stelle" (17).
- La Torre "la torre" (16).
- El Diable "il diavolo" (15).

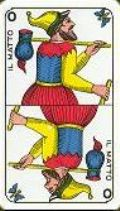
El boig. El disseny reversible de les cartes facilita el seu ús lúdic

- La Temperança "la temperenza" (14).
- La Mort "la morte" (13).
- El Penjat "l'apesso" (12).
- La Força "la forza" (11).
- La Roda de la Fortuna "rota di fortuna" (10).
- L'Ermità "l'eremita" (9).
- La Justicia "la giustizia" (8).
- El Carro "il carro" (7).
- Els Enamorats "gli amanti" (6).
- El Papa "il papa" (5).
- L'Emperador "l'imperatore" (4).
- L'Emperadriu "l'imperatrice" (3).
- La Papesa "la papessa" (2).
- L'Artesà "il bagatto" (1).

El boig, o il matto (0), és jugat de la manera clàssica, no pot guanyar a cap carta, però sempre serveix com un ardid, de manera que qui la juga no té perquè seguir el coll.
L'ordre de les cartes en el cas dels bastos i les espases és rei, reina, cavaller, sota, X, IX,...I.
L'ordre de les cartes en el cas de les copes i els oros és rei, reina, cavaller, sota, 1, 2,... 10.
Aquesta baralla no està relacionada amb els tarots no piemontesos que usen els colls francesos de cors, diamants, espases i garrots.